# Мустафа Ерхан Хекімоглу
Мустафа Ерхан Хекімоглу (тур. Mustafa Erhan Hekimoğlu, нар. 22 квітня 2007, Кягитхане, Туреччина) — турецький футболіст, нападник клубу «Бешикташ».

## Ігрова кар'єра

### Клубна
Мустафа Хекімоглу народився в одному з районів Стамбула. Він є вихованцем клубної академії столичного «Бешикташа». Де тривалий час Мустафа грав за молодіжні клубні команди різних вікових категорій і був капітаном команди (U-16). 30 листопада 2022 року футболіст підписав з клубом професійний контракт, розрахований до 2026 року.
14 грудня 2023 року у матчі Ліги конференцій проти швейцарського «Лугано» Хекімоглу дебютував на професійному рівні. 9 січня 2024 року нападник провів першу гру в чемпіонаті країни.

### Збірна
З 2022 року Мустафа Хекімоглу виступав за юнацькі та молодіжну збірну Туреччини.
В серпні 2024 року Хекімоглу вперше отримав виклик до національної збірної Туреччини на матчі Ліги націй але на поле того разу нападник не виходив.

## Титули
Бешикташ
 Переможець Кубка Туреччини: 2023/24
 Переможець Суперкубка Туреччини: 2024